# Agrotis sabulosa
Agrotis sabulosa är en fjärilsart som beskrevs av Jules Pièrre Rambur 1839. Agrotis sabulosa ingår i släktet Agrotis och familjen nattflyn. Inga underarter finns listade i Catalogue of Life.